# Anne Bauchens
Anne Bauchens (Saint-Louis (Missouri), 2 février 1882 - Woodland Hills (Los Angeles), 7 mai 1967) est une monteuse de cinéma américaine.
Elle est particulièrement connue pour ses plus de 40 ans de collaboration avec le réalisateur Cecil B. DeMille. Quand l'Oscar du meilleur montage fut créé en 1934, Bauchens reçut une des trois premières nominations pour son travail sur Cléopâtre. Elle gagna plus tard la récompense elle-même pour Les Tuniques écarlates en 1940, devenant alors la première femme à recevoir ce prix.
Bauchens fut formée au montage par DeMille, et figura pour la première fois avec lui au générique de Carmen, dans sa version de 1918. (Avant cette date, DeMille montait lui-même ses films.) Après Carmen et We Can't Have Everything (film perdu de 1918), Bauchens resta seule créditée au montage. Elle travailla pour DeMille tout le reste de leurs longues carrières, jusqu'en 1956.
Elle fut nommée à l'Oscar du meilleur montage pour leurs deux derniers films : Sous le plus grand chapiteau du monde en 1952 et Les Dix Commandements en 1956. Au total, elle a effectué le montage de 41 films de DeMille, et de 20 films d'autres réalisateurs.
Malgré sa longue carrière et les récompenses reçues, le travail de Bauchens n'est pas unanimement apprécié. Margaret Booth, une autre monteuse, aurait déclaré en 1965 :
« Anne Bauchens is the oldest editor in the business. She was editing for years before I came into the business. DeMille was a bad editor, I thought, and made her look like a bad editor. I think Anne really would have been a good editor, but she had to put up with him––which was something. »
« Anne Bauchens est la plus ancienne monteuse en activité. Elle était dans le métier depuis des années quand j'ai commencé. DeMille était un mauvais monteur, à mon avis, et il la faisait passer pour une mauvaise monteuse. Je pense qu'Anne aurait vraiment été une bonne monteuse, mais elle a dû composer avec lui –– et c'était quelque chose. »

## Filmographie partielle
NB : Les réalisateurs ne sont indiqués que lorsqu'il ne s'agit pas de Cecil B. DeMille.
- 1918 :
  - Carmen
  - L'Illusion du bonheur (We Can't Have Everything)
  - Till I Come Back to You
- 1919 :
  - Pour le meilleur et pour le pire (For Better, for Worse)
  - L'Admirable Crichton (Male and Female)
  - Après la pluie, le beau temps (Don't Change Your Husband)
- 1920 : 
  - L'Échange (Why Change Your Wife?)
  - L'amour a-t-il un maître ? (Something to Think About)
- 1921 : Le Fruit défendu (Forbidden Fruit)
- 1922 :
  - Le Détour (Saturday Night)
  - Le Réquisitoire (Manslaughter)
- 1923 : Les Dix Commandements
- 1924 : Triomphe (Triumph)
- 1925 :  L'Empreinte du passé (The Road to Yesterday)
- 1926 : Les Bateliers de la Volga (The Volga Boatman)
- 1929 : 
  - Dynamite
  - Voisins ennemis (Noisy Neighbors) de Charles Reisner
- 1930 : Madame Satan (Madam Satan)
- 1931 :
  - Le Mari de l'Indienne (The Squaw Man)
  - Le Capitaine Craddock, de Hanns Schwarz et Max de Vaucorbeil
  - Guilty Hands de W. S. Van Dyke
- 1932 : 
  - La Bête de la cité (The Beast of the City)
  - Le Signe de la croix (The Sign of the cross)
- 1934 :
  - Cléopâtre
  - Four Frightened People
- 1935 : Les Croisades
- 1936 : Une aventure de Buffalo Bill
- 1937 : This Way Please de Robert Florey
- 1938 : Les Flibustiers
- 1939 : Pacific Express
- 1939 : Le Gangster espion (Television Spy) d'Edward Dmytryk
- 1940 : Les Tuniques écarlates
- 1942 : Les Naufrageurs des mers du Sud
- 1942 : Le commando frappe à l'aube (Commandos Strike at Dawn) de John Farrow
- 1944 : L'Odyssée du docteur Wassell
- 1944 : Les Hommes de demain (Tomorrow, the World!) de Leslie Fenton
- 1945 : Le Poids d'un mensonge (Love Letters), de William Dieterle
- 1947 : Les Conquérants d'un nouveau monde (Unconquered)
- 1949 : Samson et Dalila
- 1952 : Sous le plus grand chapiteau du monde
- 1956 : Les Dix Commandements